# Barbara Łazarewicz
Barbara Maria Łazarewicz (ur. 4 grudnia 1900 w Rakoniewicach, zm. 10 listopada 1924 w Poznaniu) - działaczka harcerska, Komendantka Chorągwi Wielkopolskiej Harcerek ZHP (1923). Sanitariuszka podczas powstania wielkopolskiego i wojny polsko-bolszewickiej.

## Wczesne dzieciństwo i młodość
Przyszła na świat jako piąte dziecko lekarza poznańskiego Stanisława Łazarewicza i Klaudii z d. Sobieskiej. Uczęszczała do polskiego przedszkola P. Pufke w Poznaniu, zaś w wieku 7 lat została pensjonariuszką na prywatnej pensji P. Warnke w Poznaniu. Następnie w latach 1912-1914 uczyła się w liceum P. Knothe w Poznaniu, które przygotowywało do podjęcia nauki w Żeńskim Gimnazjum Państwowym, co umożliwiało zdanie egzaminu dojrzałości. Jednocześnie w 1913 roku dołączyła do Drużyny Harcerskiej im. Emilii Plater.

## Okres I wojny światowej (1914-1918) i powstania wielkopolskiego (1918-1919)
Podczas I wojny światowej, Barbara Łazarewicz pozostawała w Poznaniu pod opieką rodziny. W tym okresie szczególnie mocno poświęciła się działalności harcerskiej. Działała również w kółkach patriotycznych, nauczając młodzież języka polskiego i historii polskiej. W momencie wybuchu powstania wielkopolskiego, zgłosiła się dobrowolnie do Kierownictwa Powstania, tym samym zostając kurierką. Po opanowaniu Poznania przez oddziały powstańcze, Barbara uczestniczyła w kursie pielęgniarskim dla sanitariuszek ochotniczek. Po ukończeniu kursu, została wysłana na front powstańczy w okolice Szubina, gdzie pełniła służbę w szpitalu polowym. Wiosną 1919 roku została jeszcze wysłana jako sanitariuszka do Lwowa, skąd powróciła do Poznania przywożąc kilkadziesiąt sierot. Oddała je pod opiekę Komitetu Pań Czerwonego Krzyża Wielkopolskiego. W czerwcu 1919 roku zdała maturę.

## Ostatnie lata życia
W styczniu 1920 roku zapisała się na studia na Wydziale Ekonomiczno-Prawnym Uniwersytetu Poznańskiego  (Uniwersytet im. Adama Mickiewicza w Poznaniu), które ukończyła w grudniu 1923 roku uzyskując dyplom nauk ekonomiczno-politycznych. W trakcie studiów jako ochotniczka Czerwonego Krzyża została wysłana na front wojny polsko-bolszewickiej. Trafiła wraz z siostrą Zosią do Brygady Syberyjskiej 5. Armii, w okolicy Grodna, Suwałk i Białegostoku. W ciężkich warunkach, pełniła funkcje sanitariuszki w szpitalu polowym. Na skutek warunków panujących na wojnie, w grudniu 1920 roku wróciła ciężko chora do Poznania. 
W 1921 przyznano jej stopień podharcmistrzyni, zaś w 1923 roku pełniła funkcję komendantki Chorągwi Wielkopolskiej Harcerek. W jej ramach urządzała zebrania harcerskie, jeździła na wizytacje drużyn, kursy harcerskie, organizowała Zlot Harcerstwa Wielkopolskiego na Malcie w Poznaniu. Zmarła 10 listopada 1924 roku, na skutek gruźlicy płuc. 
W 1926 roku Izabela Cynkówna, wraz z innymi harcerkami założyła Koło Starszoharcerskie Żeńskie im. Barbary Łazarewicz. Jego głównym celem była integracja i utrzymanie więzi wśród harcerek, które po ukończeniu seminarium nauczycielskiego rozjechały się po kraju. 
Jest patronką 8 Poznańskiej Drużyny Harcerek.